# 天主教瓜拉普阿瓦教区
天主教瓜拉普阿瓦教區（拉丁語：Dioecesis Guarapuavensis）是巴西一個天主教教區，位於巴拉那州中部，屬庫里蒂巴總教區。
教區於1965年12月16日成立，2006年時有476,882名教友，佔總人口85.0%。教區有卅九個堂區和七十七名司鐸。現任教區主教為阿米爾通·厄瑪奴耳·達西爾瓦，榮休主教為若望·澤爾比尼和安多尼·瓦格納-達-席爾瓦。